# 科爾曼 (密蘇里州)
科爾曼（英語：Coleman）是位於美國密蘇里州卡斯縣的非建制地區。

## 歷史
科爾曼的郵局於1886年設立，其後於1926年停運。

## 地理
科爾曼所處的海拔為高於海平面310米（即1017英呎），而該地所採用的時區為UTC-6，即北美中部時區（CST）。同時該地設有夏令時間，為UTC-6調快一小時，即UTC-5（CDT）。